# Christian Stawenow
Christian Stawenow (* 1955 in Seegrehna) ist ein deutscher evangelischer Theologe. Er war von 2013 bis 2021 Regionalbischof des Propstsprengels Eisenach-Erfurt der Evangelischen Kirche in Mitteldeutschland.

## Biografie
Stawenow studierte Theologie am Katechetischen Oberseminar Naumburg und promovierte dort 1986. Es folgte eine Zeit als Gemeindepfarrer in Schafstädt und Delitzsch, während der er auch als Dozent an der Evangelischen Hochschule für Kirchenmusik Halle und beim Kirchlichen Fernunterricht tätig war. 1996 wurde er Superintendent des Kirchenkreises Eilenburg, 2006 Superintendent des Kirchenkreises Torgau-Delitzsch. Als der Propstsprengel Eisenach-Erfurt zum 1. Januar 2013 neu gebildet wurde, wurde Stawenow am 17. März 2012 von der in Gera tagenden Landessynode als dessen Regionalbischof gewählt. Er trat zum 1. Januar 2022 in den Ruhestand.
Christian Stawenow war Mitglied der Bischofskonferenz der VELKD.